# Gouf de Capbreton
Le gouf de Capbreton (ou fosse de Capbreton) est un canyon sous-marin au large de Capbreton (Landes, France) créé par l'écartement de deux plaques tectoniques dans le prolongement de l'ancien lit de l'Adour.

## Géographie
Le gouf de Capbreton se situe dans la partie européenne de l'océan Atlantique, et plus précisément dans le golfe de Gascogne, au large des côtes espagnoles et françaises.

## Structure
Un gouf est un canyon sous-marin avec des caractéristiques particulières : faible pente de la côte jusqu'à la plaine abyssale, traversée du talus continental…
Le gouf de Capbreton est formé par l'écartement de la plaque tectonique européenne vers le nord et la plaque tectonique ibérique vers le sud pendant la période du Crétacé en même temps que le golfe de Gascogne. Le phénomène s'est amplifié lors de l'Éocène, avec les mouvements de surrection des Pyrénées. 
Il prend naissance à 300 m au large de Capbreton où il atteint 50 m de profondeur. À 1 500 m du rivage, il atteint 100 m. Il y a 20 000 ans, le niveau de la mer était plus bas de 130 m et cette zone dite « tête du gouf » était donc émergée.
Le gouf se poursuit par une plaque triangulaire dont la pointe descend de façon régulière vers l'ouest. Il se prolonge sur 270 km vers l'ouest par une série de méandres et de canyons de plus en plus profonds jusqu'à atteindre la plaine abyssale au large de Santander avec une profondeur de 3 500 m et une largeur de 15 km.
L'écrivain Hugo Verlomme décrit le gouf en 2006, comme étant « l’un des canyons sous marins les plus profonds du monde, bien plus énorme que le Grand Canyon du Colorado ».

## Conséquences pour la navigation
On sait que par gros temps, les zones maritimes peu profondes présentent des vagues très formées et déferlantes. À l'inverse, les zones profondes présentent une simple houle.
Le gouf au large de Capbreton est donc une zone où les navires peuvent trouver un certain calme pendant les tempêtes.
Cette zone de calme était particulièrement appréciée quand le fleuve Adour se jetait dans l'Atlantique à Capbreton, avant d'être détourné vers Bayonne en 1578.
Les fonds du gouf près de Capbreton étant vaseux, ils permettent en plus un mouillage en pleine mer relativement sûr.

## Autres effets
Les sédiments mis en mouvement le long de la côte des Landes par la houle majoritairement du nord-ouest et la dérive littorale nord-sud  vont se perdre dans la plaine abyssale du golfe de Gascogne par ce gouf. La présence du gouf empêche le ralentissement du phénomène d'érosion du littoral et c'est donc une des causes de l'amaigrissement des plages situées au sud de Capbreton. 
La remontée rapide des fonds à proximité de la côte a aussi un effet comparable à celui d'un récif et provoque une vague dite la Nord très appréciée par les surfers d'Hossegor.
Le gouf de Capbreton est un gouffre géologique instable qui rend impossible l'installation de câbles sous-marins en raison des risques d'effondrements permanents. C'est un des facteurs qui a obligé RTE (le gestionnaire du réseau de transport d'électricité français) à abandonner l’idée d'un tracé totalement sous-marin pour l'interconnexion électrique entre la France et l'Espagne et à opter pour une solution terrestre entre Seignosse et Capbreton, critiquée pour ses impacts environnementaux sur les dunes, la forêt et les communes traversées.

## Vie sous-marine

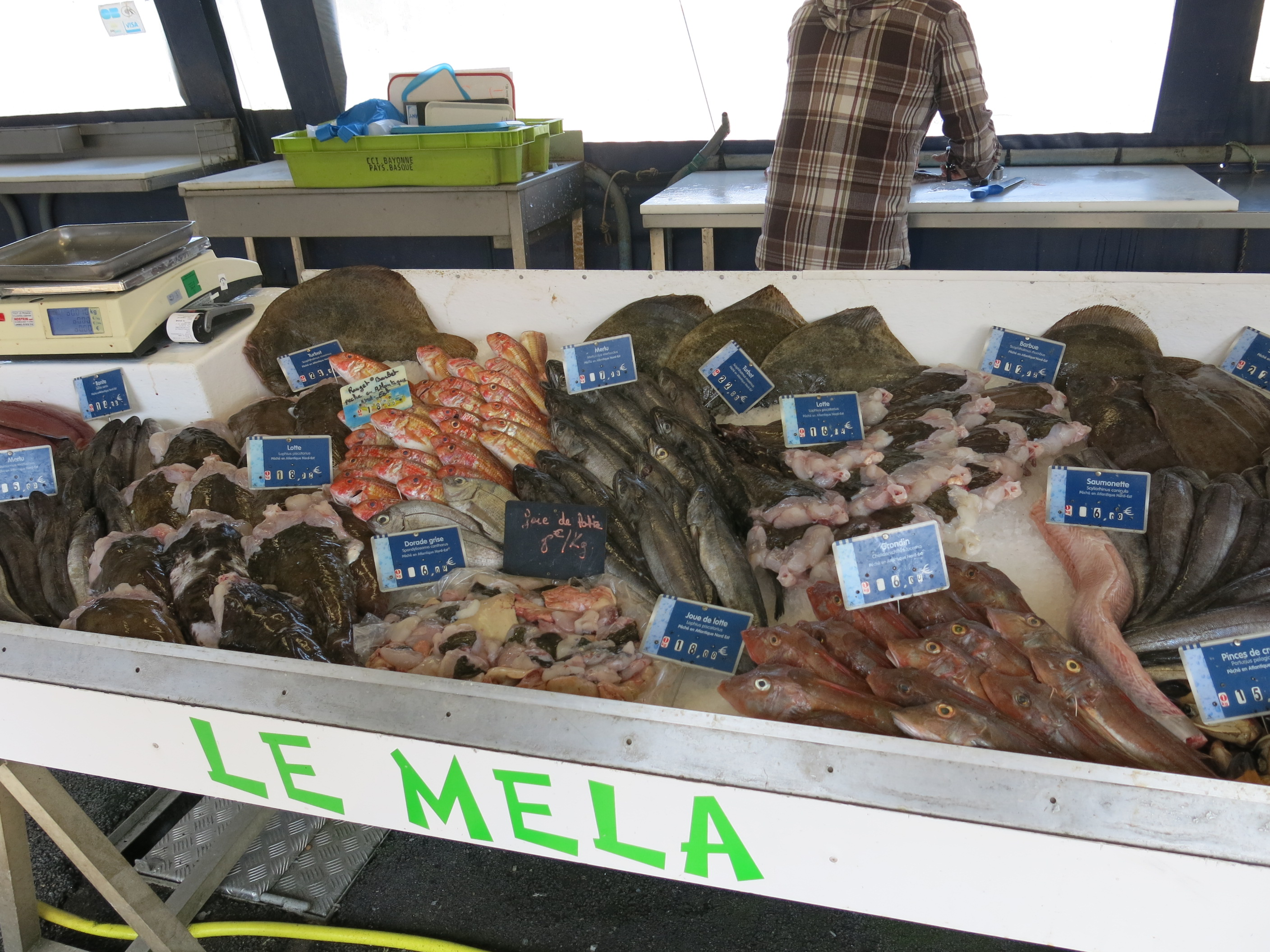
Étal de vente directe de poisson sur le port de Capbreton avec des poissons de roche.

Le gouf permet à Capbreton d'être le seul port des Landes où les pêcheurs peuvent capturer des poissons de roches (rouget, grondin, rascasse…) et des crustacés plus habituels des côtes rocheuses de la Bretagne. Les grands fonds attirent aussi des espèces des zones pélagiques de thonidés (thon, bonite,...) et des céphalopodes (calmar).
On trouve aussi épisodiquement des poissons des abysses, des cétacés plongeurs (dauphin de Risso, baleine à bec de Cuvier, cachalot pygmée…), des requins rares dans nos régions (requin mako, requin marteau, requin pèlerin, grand requin blanc[réf. souhaitée]…), des poissons lune.
En 1875, le marquis Léopold de Folin découvre une nouvelle espèce d'invertébrés du genre bathysiphon (es).
Le réchauffement climatique peut aussi faire apparaitre de nouvelles espèces. En 1999, le GEFMA (Groupe d'Études de la Faune Marine Atlantique) observe une baleine à bec de Blainville dont l'habitat naturel se trouve aux îles Bahamas.

## Historique
La première attestation du mot « gouf » remonte à 1491, dans le rapport d’une enquête commandée par Charles VIII. Les enquêteurs y indiquent que la mer « rompait grandement sur les bords des sables par tous les quartiers excepté tant seulement en une pièce du pays en laquelle pièce elle se montrait paisible ».
En 1798 un brick portant le nom Le Dragon, parvient à se mettre à l'abri d'une tempête en allant mouiller sur les eaux du gouf. La première carte du gouf est dressée en 1815 par Alexis Pierre César Depoge à la demande du vice-amiral, le comte de Rosily. Sur les cartes, le gouf y est nommé « fosse de Capbreton ». En 1899, le géographe Élisée Reclus émet l'hypothèse que le gouf serait « une faille sismique due au plissement pyrénéen ».
Pierre-Eudoxe Dubalen publie en 1912 une étude sur les eaux thermales des Landes dans leur rapport avec la fosse sous-marine de Cap-Breton et une autre consacrée à ce gouffre.
Dans les années 1960, selon certaines sources[Lesquelles ?], des fûts contenant des déchets radioactifs auraient été immergés dans le gouf[réf. à confirmer].